# 野村慶虎
野村 慶虎（のむら よしとら、1899年〈明治32年〉12月12日 - 1977年〈昭和52年〉1月10日）は、将棋棋士。七段。神田辰之助九段門下。高知県吾川郡伊野町（現・いの町）出身。

## 経歴
1930年（昭和5年）に神田辰之助に入門し三段を許される。
1936年（昭和11年）に四段、1943年（昭和18年）に五段、1948年（昭和23年）に六段へと昇段する。
戦後、戦災のため復帰が遅れ、順位戦には1947年の第2期順位戦C級から参加した。
1957年（昭和32年）に引退。1968年（昭和43年）に贈七段。
1977年（昭和52年）1月10日、脳軟化症のため死去。

## 弟子
弟子に熊谷達人、大原英二がいる。

## 人物
趣味は囲碁（初段）。
1954年-55年の第9期順位戦C級2組で、当時15歳の加藤一二三と対局した。加藤はのちに将棋界で史上唯一となる「19世紀生まれ、20世紀生まれ、21世紀生まれ（藤井聡太）の3つの世紀に生まれた棋士と公式戦で対局した記録」を達成しており、加藤と対戦した19世紀生まれの棋士として野村と村上真一の存在がクローズアップされることとなった（生まれは村上の方が先）。

## 昇段履歴
- 1930年00月00日：入門（神田辰之助門下、三段）[1]
- 1936年00月00日：四段 [1]
- 1943年00月00日：五段 [1]
- 1948年04月01日：六段（順位戦C級上位）[1]
- 1957年00月00日：引退 [1]
- 1968年11月03日：七段（表彰感謝の日表彰）[1]
- 1977年01月10日：死去 [2]